# ADCC Submission Fighting World Championships 2013
X Mistrzostwa Świata ADCC – dziesiąta edycja największego turnieju submission fightingu na świecie, która odbyła się w dniach 19-20 października 2013 roku w Pekinie, w hali Di Tan Sports Centre.

## Wyniki

### Mężczyźni
| Kategoria:  | Złoto:                 | Srebro:                   | Brąz:                    |
| 66 kg       | Rubens Charles Maciel  | Rafael Mendes             | Justin Rader             |
| 77 kg       | Kron Gracie            | Otávio Souza              | Jonathan Torres          |
| 88 kg       | Romulo Barral          | Rafael Lovato Jr.         | Keenan Cornelius         |
| 99 kg       | João Assis             | Dean Lister               | Leonardo Nogueira        |
| ponad 99 kg | Marcus Almeida         | Gabriel de Oliveira Rocha | Roberto Abreu            |
| Absolutna   | Roberto Abreu (+99 kg) | Marcus Almeida (+99 kg)   | Keenan Cornelius (88 kg) |

### Kobiety
| Kategoria:  | Złoto:            | Srebro:          | Brąz:          |
| 60 kg       | Michelle Nicolini | Luanna Alzuguir  | Seiko Yamamoto |
| ponad 60 kg | Gabrielle Garcia  | Maria Małyjasiak | Tammy Griego   |

### "Super walki"
- André Galvão vs  Braulio Estima – zwycięstwo Galvão przez poddanie (duszenie zza pleców)
- Mário Sperry vs  Fábio Gurgel – zwycięstwo Sperry'ego na punkty